# Diane Farrell
Diane Farrell (5 november 1961) is een tennisspeelster uit de Verenigde Staten van Amerika.
In 1986 speelde ze op Wimbledon, en werd in de eerste ronde uitgeschakeld. In het dubbelspel kwam ze op Roland Garros en de US Open tot de tweede ronde.

## Resultaten grandslamtoernooien
| Legenda | Legenda                          |
| ------- | -------------------------------- |
| g.t.    | geen toernooi gehouden           |
| l.c.    | lagere categorie                 |
| –       | niet deelgenomen                 |
| G       | uitgeschakeld in de groepsfase   |
| 1R      | uitgeschakeld in de eerste ronde |
| 2R      | uitgeschakeld in de tweede ronde |
| 3R      | uitgeschakeld in de derde ronde  |
| 4R      | uitgeschakeld in de vierde ronde |
| KF      | uitgeschakeld in de kwartfinale  |
| HF      | uitgeschakeld in de halve finale |
| F       | de finale verloren               |
| W       | het toernooi gewonnen            |
| w-v     | winst/verlies-balans             |

### Enkelspel
| toernooi        | 1985 | 1986 | w-v |
| --------------- | ---- | ---- | --- |
| Australian Open | –    | –    | 0-0 |
| Roland Garros   | –    | –    | 0-0 |
| Wimbledon       | –    | 1R   | 0-1 |
| US Open         | –    | –    | 0-0 |

### Vrouwendubbelspel
| toernooi        | 1985 | 1986 | w-v |
| --------------- | ---- | ---- | --- |
| Australian Open | –    | –    | 0-0 |
| Roland Garros   | 1R   | 2R   | 1-2 |
| Wimbledon       | 1R   | 1R   | 0-2 |
| US Open         | 1R   | –    | 0-1 |